# El Cuarteto de Nos (álbum)
El Cuarteto de Nos, conocido en plataformas digitales como Grandes Éxitos / Greatest Hits, es el décimo álbum de estudio, segundo álbum recopilatorio y undécimo álbum cronológicamente de la banda de rock uruguaya El Cuarteto de Nos, el cual es una recopilación de la mayoría de sus éxitos, reversionados y mejorados. Además incluye tres canciones nuevas («Hay que comer», «No quiero ser normal» y «Fui yo»). Fue lanzado en 2004 bajo el sello Bizarro Records.

## Listado de canciones
| N.º   | Título                                        | Escritor(es)     | Duración |  |
| 1.    | «Hay que comer»                               | Roberto Musso    | 3:22     |  |
| 2.    | «Sólo un rumor»                               | Roberto Musso    | 3:39     |  |
| 3.    | «Al cielo no»                                 | Roberto Musso    | 3:35     |  |
| 4.    | «Bo cartero»                                  | Roberto Musso    | 3:42     |  |
| 5.    | «No quiero ser normal»                        | Roberto Musso    | 3:38     |  |
| 6.    | «Nuevamente»                                  | Santiago Tavella | 2:11     |  |
| 7.    | «El putón del barrio»                         | Roberto Musso    | 2:28     |  |
| 8.    | «Ya te vas a mejorar»                         | Ricardo Musso    | 2:47     |  |
| 9.    | «Vino en mi jeringa»                          | Roberto Musso    | 3:36     |  |
| 10.   | «Corazón maricón»                             | Santiago Tavella | 3:06     |  |
| 11.   | «Canción de amor»                             | Roberto Musso    | 3:09     |  |
| 12.   | «Fui yo»                                      | Santiago Tavella | 3:42     |  |
| 13.   | «Manfreddi»                                   | Ricardo Musso    | 2:48     |  |
| 14.   | «Eres una chica muy bonita»                   | Santiago Tavella | 3:34     |  |
| 15.   | «Soy un capón»                                | Ricardo Musso    | 3:36     |  |
| 16.   | «El día que Artigas se emborrachó»            | Roberto Musso    | 2:53     |  |
| 17.   | «Siempre que escucho al Cuarteto»             | Santiago Tavella | 3:53     |  |
| 18.   | «Me agarré el pitito con el cierre» (En vivo) | Roberto Musso    | 3:24     |  |
| 59:12 |                                               |                  |          |  |

## Personal
- Roberto Musso, voz y segunda guitarra.
- Ricardo "Riki" Musso, guitarra principal, coros y voz.
- Santiago Tavella, bajo, coros, voz y teclados.
- Álvaro Pintos, batería, coros, y voz en <<Me Agarre El Pitito Con El Cierre>>.

## Información técnica
- Producido por Juan Campodónico
- Grabado, mezclado y coproducido por Julio Berta
- Masterizado por Julio Berta
- Grabado en Sondor, Montevideo,en mayo de 2004.
- Grabaciones adicionales y edición digital por Riki Musso en Tío Riki.
- Guitarras y servicio técnico: Coutinho.
- Backline de grabación: Rafael Lezama (Rmix producciones)
- Asistencia en Sondor: Gustavo de León y Wilson Gonzaléz.
- Preproducción: Estudio musical Elepé
- Colaboración en afinación de batería: Miguel Romano
- Computadoras asistidas por: Palmera
- Producción ejecutiva para Bizarro: M.Felder & Sanabria.
- Arte: Javier Cirioni
- Fotografía: Matilde Campodónico
- Concepto de fotografías: Roberto Musso Santiago Tavella
- Dirección de arte en sesiones fotográficas: Santiago Tavella
- Álvaro Pintos compuso las baterías de todos los temas
- Teclados en "Me agarré el pitito con el cierre": Andrés Bedó
- Teclados en "Ya te vas a mejorar": Riki Musso
- Panderetas: Álvaro Pintos
- Percusiones en "Soy un capón": Julio Berta
- Ladridos en "Hay que comer": Lula

## Agradecimientos
Farmacia Ferreira
Andrés Torrón
Andy Adler
Garo Arakelián
Jorge Nasser
Luisito banda
Rafael Lezama
Toto (risa falsa)

## Certificaciones
| País    | Organismo certificador | Certificación | Ventas certificadas | Ref.  |
| ------- | ---------------------- | ------------- | ------------------- | ----- |
| Uruguay | CUD                    | Oro           | 2 000               | [ 1 ] |